# Persone di nome Will
| Questa pagina contiene informazioni ricavate automaticamente dalle voci biografiche con l'ausilio del template Bio e di un bot. L'aggiornamento è periodico e automatico e ricostruisce completamente la pagina. Se manca una persona in questa lista, sei pregato di non aggiungerla, ma accertati piuttosto che la sua voce biografica contenga il template Bio e che i dati anagrafici siano correttamente compilati. Se il template Bio manca, inseriscilo tu stesso o, in alternativa, metti l'avviso {{tmp\|Bio}} che ne segnala la mancanza. Se i dati riportati sono sbagliati, correggi direttamente la voce biografica; le modifiche saranno visibili in questa lista entro pochi giorni. Per chiarimenti vedi il progetto antroponimi. La lista contiene solo le 77 persone che sono citate nell'enciclopedia e per le quali è stato implementato correttamente il template Bio. Pagina aggiornata al 16 ott 2024. |

Questa è una lista di persone presenti nell'enciclopedia che hanno il prenome Will, suddivise per attività principale.

## Allenatori di pallacanestro(1)
- Will Weaver, allenatore di pallacanestro statunitense (Austin, n. 1984)

## Artisti marziali misti(1)
- Will Brooks, artista marziale misto statunitense (Chicago, n. 1986)

## Attori(19)
- Will Bowden, attore e doppiatore britannico (Epping, n. 1971)
- Will Brill, attore statunitense (Menlo Park, n. 1986)
- Will Close, attore britannico
- Will Danin, attore tedesco (n. 1942)
- Will Geer, attore e attivista statunitense (Frankfort, n. 1902 - Los Angeles, † 1978)
- Will Hare, attore statunitense (Elkins, n. 1916 - New York, † 1997)
- Will Keenan, attore, sceneggiatore e regista cinematografico statunitense
- Will Kuluva, attore, produttore cinematografico e produttore televisivo statunitense (Kansas City, n. 1917 - Bequia, † 1990)
- Will Yun Lee, attore statunitense (Arlington, n. 1971)
- Will Machin, attore inglese (Coventry, n. 1882 - Los Angeles, † 1928)
- Will McDonald, attore australiano (Sydney, n. 1999)
- Will Merrick, attore inglese (Ledbury, n. 1993)
- Will Rogers, attore, comico e giornalista statunitense (Oologah, n. 1879 - Barrow, † 1935)
- Will Rothhaar, attore statunitense (New York, n. 1987)
- Will Ryan, attore e doppiatore statunitense (Cleveland, n. 1949 - Santa Monica, † 2021)
- Will Sampson, attore, cavaliere e pittore statunitense (Okmulgee, n. 1933 - Houston, † 1987)
- Will E. Sheerer, attore statunitense (n. 1871 - Yonkers, † 1915)
- Will Tudor, attore britannico (Londra, n. 1987)
- Will J. White, attore statunitense (Schuylkill, n. 1925 - Grants Pass, † 1992)

## Autori di videogiochi(1)
- Will Wright, autore di videogiochi e informatico statunitense (Atlanta, n. 1960)

## Bassisti(1)
- Will Lee, bassista statunitense (San Antonio, n. 1952)

## Batteristi(1)
- Will Calhoun, batterista statunitense (New York, n. 1964)

## Calciatori(3)
- Will Buckley, ex calciatore inglese (Oldham, n. 1989)
- Will Dennis, calciatore inglese (n. 2000)
- Will Robson Emilio Andrade, ex calciatore brasiliano (San Paolo, n. 1968)

## Cantanti(2)
- Will Liu, cantante, compositore e attore taiwanese (Taiwan, n. 1972)
- Will Young, cantante e attore britannico (Hungerford, n. 1979)

## Cantautori(4)
- Will Oldham, cantautore e attore statunitense (Louisville, n. 1970)
- Will Sheff, cantautore statunitense (New Hampshire, n. 1976)
- Will Tura, cantautore e chitarrista belga (Veurne, n. 1940)
- Will Wood, cantautore, compositore e regista statunitense (Glen Rock, n. 1993)

## Cestisti(7)
- Will Cherry, cestista statunitense (Oakland, n. 1991)
- Will Cummings, cestista statunitense (Jacksonville, n. 1992)
- Will Davis, cestista statunitense (Sacramento, n. 1992)
- Will Magnay, cestista australiano (Brisbane, n. 1998)
- Will Rayman, cestista statunitense (New York, n. 1997)
- Will Sheehey, ex cestista statunitense (Stuart, n. 1992)
- Will Vorhees, cestista statunitense (Lima, n. 1995)

## Chitarristi(2)
- Will Evankovich, chitarrista statunitense (Chicago, n. 1972)
- Will Sergeant, chitarrista britannico (Liverpool, n. 1958)

## Compositori(1)
- Will Hudson, compositore e arrangiatore statunitense (Grimsby, n. 1908 - Isle of Palms, † 1981)

## Critici d'arte(1)
- Will Grohmann, critico d'arte e storico dell'arte tedesco (Bautzen, n. 1887 - Berlino, † 1968)

## Danzatori(1)
- Will Mastin, ballerino e cantante statunitense (Madison, n. 1878 - Los Angeles, † 1979)

## Designer(1)
- Will Burtin, designer tedesco (Colonia, n. 1908 - New York, † 1972)

## Disc jockey(1)
- Keeno, disc jockey, polistrumentista e produttore discografico britannico (n. 1994)

## Giocatori di football americano(8)
- Will Allen, ex giocatore di football americano statunitense (Syracuse, n. 1978)
- Will Davis, ex giocatore di football americano statunitense (Spokane, n. 1990)
- Will Dissly, giocatore di football americano statunitense (Bozeman, n. 1996)
- Will Hernandez, giocatore di football americano statunitense (Las Vegas, n. 1995)
- Will Holden, giocatore di football americano statunitense (Green Cove Springs, n. 1993)
- Will Levis, giocatore di football americano statunitense (Newton, n. 1999)
- Will McDonald IV, giocatore di football americano statunitense (Pewaukee, n. 1999)
- Will Shields, ex giocatore di football americano statunitense (Fort Riley, n. 1971)

## Mezzofondisti(1)
- Will Leer, mezzofondista statunitense (Minnetonka, n. 1985)

## Modelli(1)
- Will Chalker, supermodello inglese (East Sussex, n. 1980)

## Piloti automobilistici(3)
- Will Hoy, pilota automobilistico britannico (Melbourn, n. 1952 - Londra, † 2002)
- Will Power, pilota automobilistico australiano (Toowoomba, n. 1981)
- Will Stevens, pilota automobilistico britannico (Rochford, n. 1991)

## Piloti di rally(1)
- Will Gollop, ex pilota di rally britannico (n. 1950)

## Politici(1)
- Will Ainsworth, politico statunitense (Birmingham, n. 1981)

## Registi(6)
- Will S. Davis, regista, sceneggiatore e attore statunitense (n. 1882 - † 1920)
- Will Gluck, regista, sceneggiatore e produttore cinematografico statunitense (New York, n. 1975)
- Will Louis, regista, attore e sceneggiatore statunitense (n. 1873 - Los Angeles, † 1959)
- Will Mackenzie, regista e attore statunitense (Providence, n. 1938)
- Will Speck e Josh Gordon, regista, produttore cinematografico e sceneggiatore statunitense (New York, n. 1969)
- Will Tremper, regista, sceneggiatore e giornalista tedesco (Braubach, n. 1928 - Monaco di Baviera, † 1998)

## Rugbisti a 15(1)
- Will Jordan, rugbista a 15 neozelandese (Christchurch, n. 1998)

## Sceneggiatori(2)
- Will Reiser, sceneggiatore e produttore televisivo statunitense (n. 1980)
- Will Rokos, sceneggiatore, produttore televisivo e attore statunitense (Hickory Flat, n. 1965)

## Sciatori alpini(2)
- Will Brandenburg, ex sciatore alpino statunitense (Walla Walla, n. 1987)
- Will Gregorak, ex sciatore alpino statunitense (Spokane, n. 1990)

## Scrittori(3)
- Will Ferguson, scrittore e giornalista canadese (Fort Vermilion, n. 1964)
- Will Lavender, scrittore statunitense (Somerset, n. 1977)
- Will Self, scrittore, giornalista e personaggio televisivo britannico (Londra, n. 1961)

## Tiratori a segno(1)
- Will Brown, tiratore a segno statunitense (n. 1991)